# Stefan Wiedon
Stefan Wiedon (* 19. Januar 1966 in Düsseldorf) ist ein deutscher Diplom-Sportlehrer und Politiker (CDU).
Stefan Wiedon schloss 1984 die Höhere Handelsschule ab und legte 1985 sein Abitur ab. Nach dem Wehrdienst studierte er von 1986 bis 1992 an der Deutschen Sporthochschule in Köln mit dem Abschluss zum Diplom-Sportlehrer. Anschließend war er zunächst bis 1998 freiberuflich als Sportlehrer tätig, bevor er als Lehrer an eine Realschule wechselte. Von dort ging er 2002 als zum Fußballverband Niederrhein, wo er seit 2008 stellvertretender Geschäftsführer ist.
Wiedon trat 1982 in die CDU ein. In den Jahren 2002 bis 2004 war er Mitglied im Rat der Stadt Düsseldorf, dem er seit 2005 erneut angehörte. Im Landtagswahlkreis Düsseldorf III erreichte er bei der Landtagswahl in Nordrhein-Westfalen 2010 ein Direktmandat im Landtag von Nordrhein-Westfalen. Sein Ratsmandat gab er daraufhin auf. Mit der Auflösung des Landtags 2012 schied er aus dem Landesparlament aus.